# Кубок Англії з футболу 1895—1896
Кубок Англії з футболу 1895—1896 — 25-й розіграш найстарішого футбольного турніру у світі, Кубка виклику Футбольної Асоціації, також відомого як Кубок Англії. Вперше титул здобув Венсдей.

## Перший раунд
| Дата                  | Господарі               | Рахунок | Гості                   |
| --------------------- | ----------------------- | ------- | ----------------------- |
| 1 лютого              | Блекпул                 | 4:1     | Бертон Свіфтс           |
| 1 лютого              | Честерфілд              | 0:4     | Ньюкасл Юнайтед         |
| 1 лютого              | Дарвен                  | 0:2     | Грімсбі Таун            |
| 1 лютого              | Бернлі                  | 6:1     | Вулвіч Арсенал          |
| 1 лютого              | Ліверпуль               | 4:1     | Міллволл Атлетік        |
| 1 лютого              | Сток                    | 5:0     | Тоттенгем Готспур       |
| 1 лютого              | Ноттінгем Форест        | 0:2     | Евертон                 |
| 1 лютого              | Блекберн Роверз         | 1:2     | Вест-Бромвіч Альбіон    |
| 1 лютого              | Вулвергемптон Вондерерз | 2:2     | Ноттс Каунті            |
| 5 лютого Перегравання | Ноттс Каунті            | 3:4     | Вулвергемптон Вондерерз |
| 1 лютого              | Кру Александра          | 0:4     | Болтон Вондерерз        |
| 1 лютого              | Сандерленд              | 4:1     | Престон Норт-Енд        |
| 1 лютого              | Дербі Каунті            | 4:2     | Астон Вілла             |
| 1 лютого              | Бертон Вондерерз        | 1:1     | Шеффілд Юнайтед         |
| 6 лютого Перегравання | Шеффілд Юнайтед         | 1:0     | Бертон Вондерерз        |
| 1 лютого              | Ньютон-Гіт              | 2:1     | Кеттерінг               |
| 1 лютого              | Смол Хіт                | 1:4     | Бері                    |
| 1 лютого              | Саутгемптон Сент-Меріс  | 2:3     | Венсдей                 |

## Другий раунд
До другого раунду увійшли переможці першого раунду.
| Дата                   | Господарі               | Рахунок | Гості                |
| ---------------------- | ----------------------- | ------- | -------------------- |
| 15 лютого              | Вулвергемптон Вондерерз | 2:0     | Ліверпуль            |
| 15 лютого              | Блекпул                 | 0:2     | Болтон Вондерерз     |
| 15 лютого              | Венсдей                 | 2:1     | Сандерленд           |
| 15 лютого              | Бернлі                  | 1:1     | Сток                 |
| 20 лютого Перегравання | Сток                    | 7:1     | Бернлі               |
| 15 лютого              | Грімсбі Таун            | 1:1     | Вест-Бромвіч Альбіон |
| 20 лютого Перегравання | Вест-Бромвіч Альбіон    | 3:0     | Грімсбі Таун         |
| 15 лютого              | Ньютон-Гіт              | 1:1     | Дербі Каунті         |
| 19 лютого Перегравання | Дербі Каунті            | 5:1     | Ньютон-Гіт           |
| 15 лютого              | Евертон                 | 3:0     | Шеффілд Юнайтед      |
| 15 лютого              | Ньюкасл Юнайтед         | 1:3     | Бері                 |

## Третій раунд
До третього раунду увійшли переможці другого раунду. 
| Дата      | Господарі               | Рахунок | Гості                |
| --------- | ----------------------- | ------- | -------------------- |
| 29 лютого | Вулвергемптон Вондерерз | 3:0     | Сток                 |
| 29 лютого | Венсдей                 | 4:0     | Евертон              |
| 29 лютого | Дербі Каунті            | 1:0     | Вест-Бромвіч Альбіон |
| 29 лютого | Болтон Вондерерз        | 2:0     | Бері                 |

## Півфінали
У півфіналах зіграли команди, що перемогли на попередньому етапі.
| Дата                    | Господарі               | Рахунок | Гості            |
| ----------------------- | ----------------------- | ------- | ---------------- |
| 21 березня              | Вулвергемптон Вондерерз | 2:1     | Дербі Каунті     |
| 21 березня              | Венсдей                 | 1:1     | Болтон Вондерерз |
| 28 березня Перегравання | Венсдей                 | 3:1     | Болтон Вондерерз |

## Фінал
| 18 квітня 1896 |

| Венсдей          | 2:1      | Вулвергемптон Вондерерз |
| ---------------- | -------- | ----------------------- |
| Спайсклі 1', 18' | Протокол | Блек 8'                 |

| Крістал Пелес, Лондон Глядачів: 48 836 Арбітр: Вільям Сіпсон |